# Szívemben zengő dal
Kovács Kati tizenegyedik nagylemeze. 1979 júniusában jelent meg. A dalok zenéjét Lerch István, Menyhárt János, szövegét Demjén Ferenc írta.
A lemez legelső elkészült felvétele a Kötődés c. dal volt, melyről már 1978 február közepén hírt adott a sajtó. A címadó Szívemben zengő dal c. szerzemény rádiós ősbemutatója 1979 februárjában volt, a Tessék választani! c. műsor gáláján, ahol fesztiválgyőztes Nem kéne mondanom c. dala után adta elő.
A lemezre készült a Lerch–Demjén szerzőpár Szabadon nyílik c. dala is, de szövegét „szabadban nyílik”-ra akarták változtatni a Magyar Rádióban, emiatt nem jelent meg a nagylemezen, ám a rádió rendszeresen játszotta.
Kísér: a V' Moto-Rock együttes, valamint más vendégzenészek, köztük a Locomotiv GT két tagja is.

## Dalok
A/1. A lényeg (Lerch István-Demjén Ferenc)
A/2. Túl hamar (Lerch István-Demjén Ferenc)
A/3. Boogie-woogie lady (Lerch István-Demjén Ferenc)
A/4. Sose kell, hogy kérdezd (Menyhárt János-Demjén Ferenc)
A/5. Hamis fény (Lerch István)
B/1. Szívemben zengő dal (Lerch István-Demjén Ferenc)
B/2. Elsodorhat messze a szél (Lerch István-Demjén Ferenc)
B/3. Kötődés (Lerch István-Demjén Ferenc)
B/4. Domino (Fats Domino emlékére) (Lerch István-Demjén Ferenc)

### Slágerlistás dalok
1978 Kötődés
1979 Szívemben zengő dal
1979 Domino
1979 Boogie-woogie Lady
1979 Elsodorhat messze a szél

## Közreműködők
- Kovács Kati – ének
- V' Moto-Rock
  - Lerch István – zongora, Fender-zongora, Hammond-orgona, szintetizátor, strings, ütőhangszerek
  - Demjén Ferenc – basszusgitár
  - Menyhárt János – elektromos gitár, akusztikus gitár
  - Herpai Sándor – dob, ütőhangszerek

### Vendégzenészek
- Dés László – szaxofon
- Inczédi László – ütőhangszerek
- Karácsony János (LGT) – gitár, ütőhangszerek
- Kószás László – basszusgitár
- Lőrincz Pál – hárfa
- Mészáros András – ütőhangszerek
- Selényi Dezső – pozaun
- Siliga Miklós – szaxofon
- Solti János (LGT) – ütőhangszerek
- Tomsits Rudolf – trombita
- Tódor Lajos – moog effekt

## Kislemez
- 1978: Kötődés / Óh, ha rajtam múlna

## Tv

### Egymillió fontos hangjegy
Az Egymillió fontos hangjegy c. műsorban 1980 májusában a lemez dalaiból készült közönség előtti koncert volt látható a Kertészeti Egyetem Klubjából. A színpadon Kati mögött a V' Moto-Rock együttes, a Disco Party c. nagylemez Hot Stuff c. dalának kivételével, melyet a közönség között táncolva adott elő.
1. Boogie-woogie Lady
2. Hamis fény
3. Hot Stuff
4. Szívemben zengő dal
5. A lényeg

### Pulzus
1980. április
- Hamis fény